# Thomas Kirk
Thomas Kirk  (Coventry, Warwickshire, 18 de janeiro de 1828 — Wellington, Nova Zelândia, 8 de março de 1898) foi um botânico britânico.

## Biografia
Era filho de um arborista de  Warwickshire. Foi membro da Sociedade Botânica das Ilhas Britânicas e da Sociedade Linneana de Londres (1871). De 1849 a 1862, dirigiu  o comércio de madeiras  para  Coventry. Partiu para a Nova Zelândia em 1862, onde em 1881 ensinou biologia e geologia na Faculdade Lincoln de Cantuária. De 1885 a 1888,  foi curador-chefe das florestas  pertencentes ao Estado.
Harry Howard Barton Allan (1882-1957) dedicou-lhe, em  1961,  o gênero Kirkianella da família das  Compositae.

## Obras
Kirk  é autor de Forest Flora New Zealand (1889), Students’ Flora New Zealand (1899). Contribuiu  para as revistas  Phytologist (1847-1860) e Transaction of New Zealand Institute (1868-1897).

## Fonte
- Ray Desmond (1994). Dictionary of British and Irish Botanists and Horticulturists including Plant Collectors, Flower Painters and Garden Designers. Taylor & Francis e Museu de História Natural (Londres).